# Gottschea philippinensis
Gottschea philippinensis là một loài rêu trong họ Schistochilaceae. Loài này được Mont. mô tả khoa học đầu tiên năm 1843.